# Лось звичайний
Лось звичайний, або лось європейський (Alces alces) — вид роду лось (Alces) родини оленевих (Cervidae), представлений у фауні України і суміжних країн.
Занесено до Червоної книги України з кінця 2017 року.

## Назва
Лосі мають багато різних назв. Самців лося часто називають «сохатими», рідше — биками; самок — «лошами», або коровами. Молодих лосів називають телятами. Існує багато згадок лося у фольклорі поліщуків. У лісників і мисливствознавців надзвичайно популярним є тост «За лося!».

## Поширення і біологія
Широко розповсюджений у лісовій і місцями у лісостеповій природних смугах, на півночі — у тундрі. На сході свого ареалу межує з іншим видом цього роду — лосем американським (Alces americanus). Існує широка зона гібридизації між лосем звичайним і американським у Центральному Сибіру і на півночі Зовнішньої Монголії.
Лось є другим найбільшим (за вагою) ссавцем фауни України (після зубра). Самці лося озброєні рогами, які вони скидають кожної осені.
Вагомий внесок у вивчення екології лося зробив К. П. Філонов

## Лосі в Україні

### Динаміка ареалу
У період з кінця XIX до середини XX ст. лосів в Україні не було. На початку XX ст. лось фігурував у зведенні фауни України як «звір колишньої фауни, про що свідчать численні знахідки лося на торфовищах». Вид з'явився в Україні шляхом природного розселення з території Білорусі і до кінця XX століття заселив усю лісову і лісостепову смугу на південь до Карпат (але в самих Карпатських горах відсутній), Середнього Подніпров'я та Дінця. На сьогодні відбувається зворотне скорочення південних меж видового ареалу. Період розширення ареалу був пов'язаний зі зростанням загальної чисельності виду та з великими площами соснових посадок, які виконували захисні функції та були незамінним кормовим біотопом. Тепер площі молодих сосняків значно скоротилися, а рівень незаконного полювання суттєво зріс, через що чисельність лося невпинно скорочується.
Виходячи з відомих і доступних для аналізу моделей динаміки ареалу і чисельності лося у Східній Європі, у найближчі два-три десятиліття вид, можливо, остаточно зникне в Україні та південній частині Білорусі. Відбуватиметься це практично без участі людини, відповідно до динаміки самого виду та через глобальні зміни клімату.

### Проблеми охорони
Лося планували включити до Червоної книги України 2009 року, проте тоді вид не отримав цього охоронного статусу. У листопаді 2018 року окружний адміністративний суд Києва виключив лося європейського з Червоної книги, на що Мінекології подало апеляцію й виграло її 8 квітня 2019 року. За останні роки популяція лося в Україні скоротилася з 14 до 4,5 тис. особин і продовжує скорочуватися, незважаючи на повну заборону полювання на нього. При цьому трупів тварин в лісах не знаходять і, отже, це не пов'язано з природною загибеллю звірів. Лось підпускає до себе дуже близько і може стати легкою здобиччю браконьєрів. У 2021 році лося врешті включено до Червоної книги зі статусом «вразливий».

### Браконьєрство на лося
Браконьєрство, нарівні з любительським полюванням, яке часто «перетікає» у браконьєрство, є одним з головних чинників знищення лосів в Україні, де існує таке ж скрутне становище з веденням мисливського господарства. Тільки за даними Інтернету, в 2010—2016 рр. браконьєрські випадки відстрілу лося в Україні сталися в національних парках Ічнянський, Прип'ять-Стохід, а також в Коростишівському і Житомирському районах Житомирської області, в Новгород-Сіверському і Менському районах Чернігівської області, Ковельському районі Волинської області, Чигиринському районі Черкаської області. І це далеко не повний перелік.
На думку українського мисливствознавця Н. Н. Євтушевського, в 1980-х роках браконьєрами відстрілювалася кількість лосів порівнянна з половиною офіційної здобичі. Проте після 1992 р. браконьєрство збільшилося у багато разів.

#### Згубна практика ведення законного полювання на лося в Україні
Сучасне полювання на лося має великий моральний недолік. Лось, як правило, поводиться в лісі як домашня тварина, не боїться мисливця, зупиняється, довго розглядає його, особливо якщо мисливець у машині, і лося добувати все одно що застрелити домашню корову. Особливо це стосується вбивства самиці лося.

Другий недолік сучасного законного полювання на лося полягає в тому, що мисливці шукають кращих, доросліших лосів з добре розвиненими рогами і в результаті такого відстрілу відбувається «селекція навпаки». За даними Н. Н. Євтушевського, через масовий відстріл кращих особин лося в Україні в 1983—1985 рр. найбільш якісні екземпляри лося віком 6-9 років практично не зустрічалися. За даними О. О. Данилкіна, в 1960-1980-і рр. в СРСР через прес полювання маса туш лося зменшилася на 10-40 кг, а самця з добре розвиненими рогами зустріти практично неможливо. По суті українські мисливці винищували і продовжують винищувати репродуктивне ядро популяцій лося. 

Третій недолік полягає в тому, що в Україні дозволений відстріл самиць лося, що значно скорочує можливість відтворення лося. Ще одна проблема полягає в тому, що самці лося скидають свої роги в листопаді — початку січня. У січні у лосих вже є добре виражені ембріони. Тому полювання в січні на лосих в Україні заборонено. Проте на самців лося полювання дозволене до кінця січня. Але скинувши роги, в січні самці вже нічим не відрізняються від самиць, внаслідок чого вагітні самиці лося потрапляють під постріл мисливця. Коли вибиваються самиці, залишаються тисячі дитинчат, що осиротіли, без матерів, приречені на загибель. При відстрілі дорослої самиці неминуче знищується 1-2 ембріони і гине значна кількість телят-сиріт. 

Четвертий недолік полягає в незвичайно тривалому сезоні полювання на лося (самця) — з серпня по січень — півроку! В результаті мисливці ганяють лося протягом усього мисливського сезону, закриваючи ліцензії на лося аж наприкінці, що сприяє браконьєрству. 

П'ятий недолік полягає в тому, що на одну ліцензію мисливцями відстрілюється в Україні 2-3 лосі. Тому, якщо на сезон 2015/2016 рр. в Україні було видано 237 бланків ліцензій на лося, то можна припустити, що буде реально відстрелено близько 600 лосів. А якщо взяти до уваги той факт, що не усіх підранків лося мисливці добирають (за даними Н. Н. Євтушевського (2010), кожен третій лось був підранком і тікав, потім часто гинучи), то чисельність убитих при офіційному полюванні лосів в Україні може досягати 700—800 лосів.
За даними С. В. Межжерина, офіційно в Україні щороку відстрілюється до 600 лосів, що є неприпустимим. Усе це може призвести до повного зникнення лося в Україні. Слід також погодитися і з думкою віце-президента НАН України, першого заступника голови Національної комісії з питань Червоної книги України, академіка НАН України О. Г. Загородного, що, «якщо така ситуація збережеться і надалі і мораторій постійно порушуватиметься, то Національна комісія з питань Червоної книги України рекомендуватиме включити лося європейського в чергове видання Червоної книги України».

#### Позитивний досвід Польщі по введенню мораторію на відстріл лося
10 квітня 2001 р. Польща ввела безстроковий мораторій на відстріл лося, заборонивши полювання на нього наказом міністра охорони природи Польщі. Через 8 років, в 2009 р. польські зоологи провели дослідження впливу мораторію на відстріл лося. Результати перевершили усі очікування. Якщо в 2001 р. в Польщі налічувалося близько 2000 голів лося, то в 2009 р. — 7,5 тис. голів лося. Тобто за 8 років його чисельність, завдяки забороні полювання, збільшилася більше ніж у 3 рази. Збільшилася також і кількість самців, що мають роги трофейної цінності. Для порівняння, в Україні, яка має площу вдвічі більшу, ніж Польща, в 2009 р. офіційно налічувалося всього 5573 екз. лося.

#### Необхідні заходи щодо охорони лося в Україні
1. Лось є улюбленою мисливською твариною багатих і впливових українських мисливців, які заради продовження за всяку ціну власного задоволення від вбивства цих тварин чинять опір введенню заборони полювання на лося.
2. Нині під час офіційного полювання на лося (коли відбувається відстріл декількох тварин на одну ліцензію) в Україні відстрілюється 600—800 лосів, що є неприпустимим.
3. Зацікавлене в продовженні полювання на лося, Держлісагенство України залучає до торпедування мораторію на полювання на лося деяких учених-зоологів, що знаходяться на його служінні і мають з Держлісагенством України госпдоговірну тематику або працюють у підвідомчих цій структурі наукових установах.
4. На жаль, практично нічого про катастрофічне положення з лосем в Україні не пишуть ЗМІ (вони обмежуються лише констатацією фактів про окремі випадки браконьєрства на лося), не заклопотані проблемою його збереження українські екологічні НДО, багато учених-зоологів, а також мисливці.
5. Внаслідок реальна чисельність лося в Україні є украй низькою (1-2 тис. голів), що у будь-який момент може призвести до зникнення лося в Україні.
6. Досвід України в 1930-1950-х роках, досвід Польщі (починаючи з 2001 р.) по введенню тривалої заборони полювання на лося показав, що мораторій на полювання є єдиним і дуже ефективним засобом збільшення популяції лося в подальші роки. Так, в Польщі за 8 років мораторію на полювання чисельність лося зросла більш ніж в 3 рази.
7. З метою захисту вагітних самиць від відстрілу заборонити полювання на самців лося в січні, внісши відповідні зміни до Закону України «Про мисливське господарство і полювання».
8. Тому, в цілях захисту поголів'я лося в Україні, необхідно терміновим чином заборонити полювання на лося на 25 років, або внести його в Червону книгу України[30][27].

### Заборона на полювання лося в Україні
3 лютого 2017 року Міністерство екології та природних ресурсів України офіційно заборонило полювання на лосів на всій території країни.
Наказ передбачає встановлення заборони полювати на лося європейського (Alces alces) на всій території України строком на 25 років. Міністерство зобов'язує Державну екологічну інспекцію України здійснювати державний нагляд (контроль) за дотриманням режиму цієї заборони. А ще документом передбачено розробку програми відтворення популяції лося європейського (Alces alces) в Україні та забезпечення проведення необхідних досліджень і моніторингу стану його популяції за участю науковців.

У листопаді 2018 року окружний адміністративний суд Києва виключив лося європейського з Червоної книги, на це Мінекології подало апеляцію й виграло її у квітні 2019 року. 

## Господарське значення
У Швеції та Росії лосів намагаються розводити на фермах задля отримання молока, яке вважається цілющим.

## Галерея

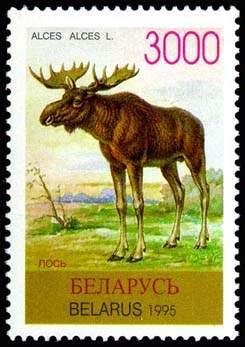
Марка Білорусі
Дорожній знак у Швеції
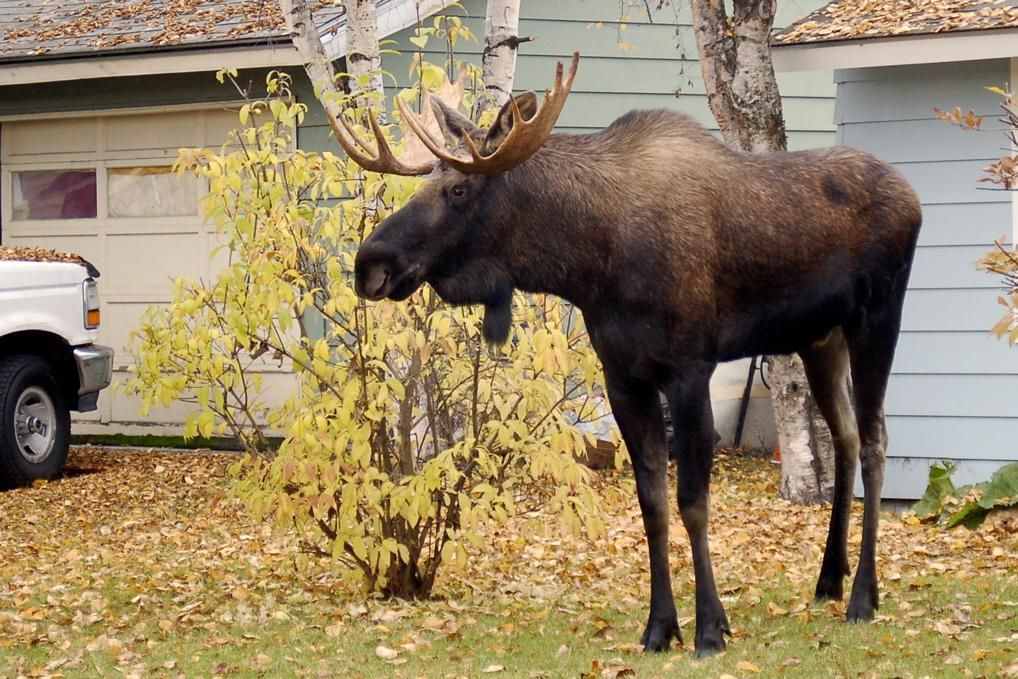
Іноді лосі проявляють мало страху перед людиною
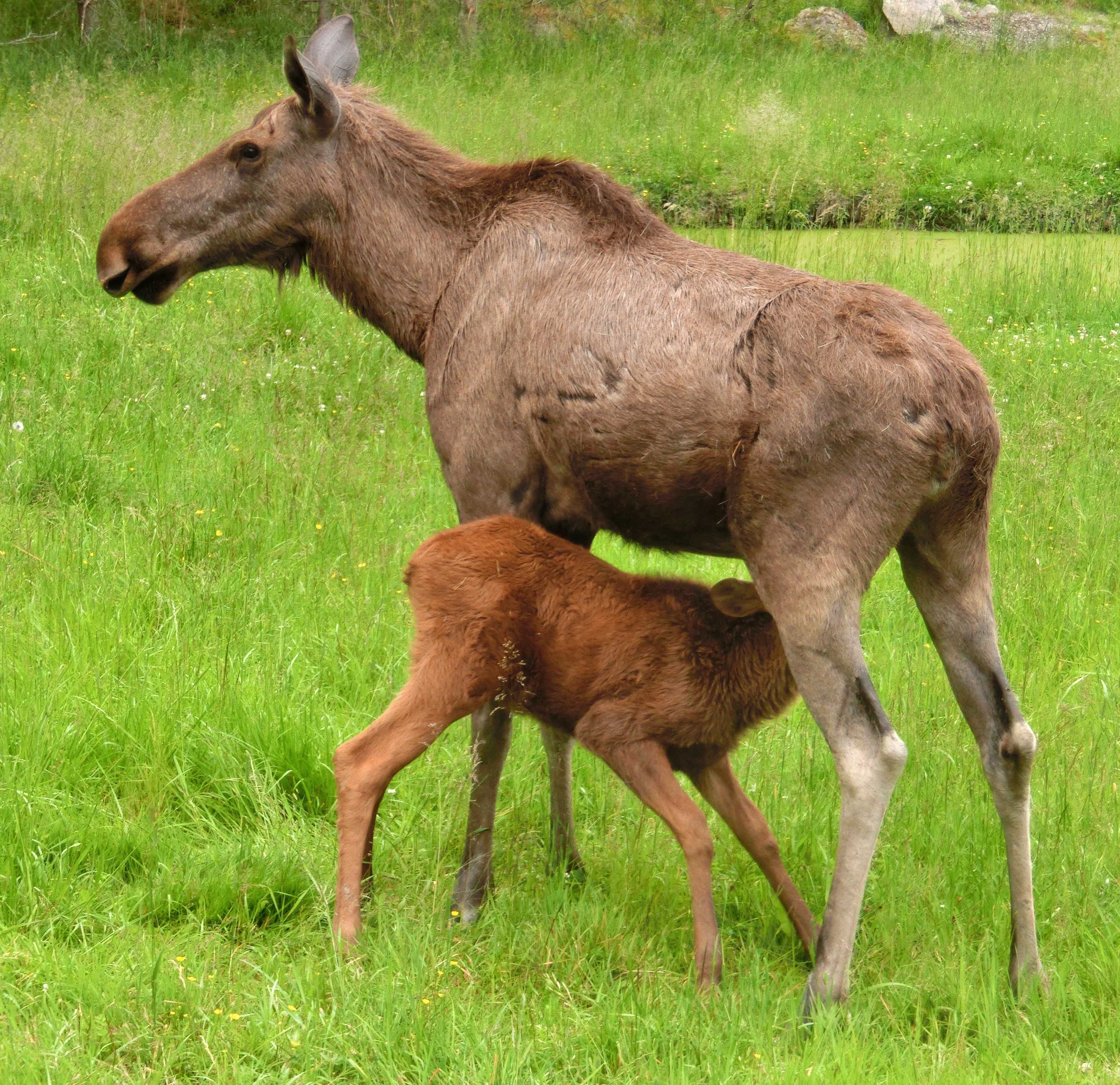
Самиця з дитинчам у Швеції
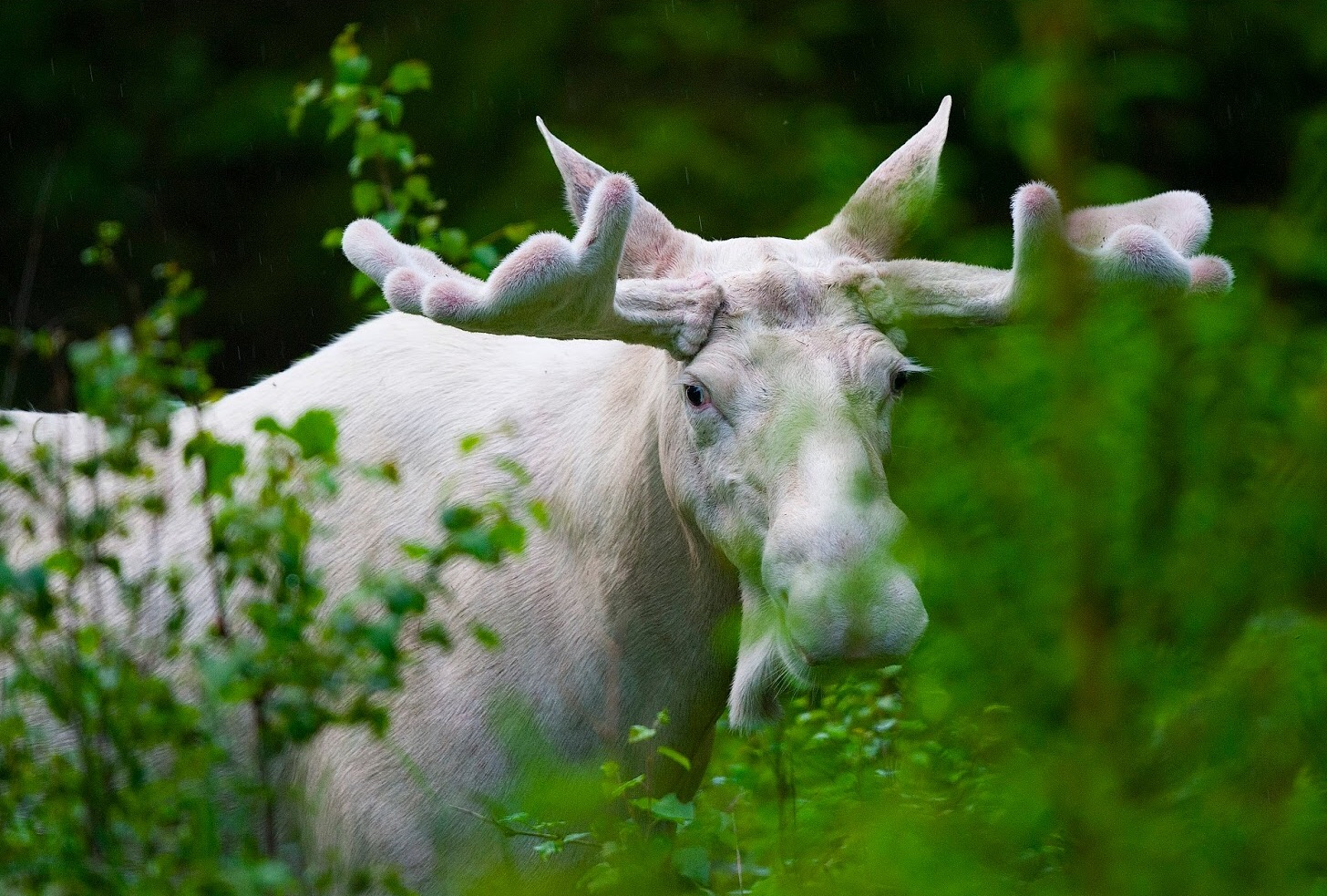
Білий Лось у Норвегії